# Cordia subcordata
Cordia subcordata är en strävbladig växtart som beskrevs av Lamarck. Cordia subcordata ingår i släktet Cordia, och familjen strävbladiga växter. IUCN kategoriserar arten globalt som livskraftig. Inga underarter finns listade i Catalogue of Life.

## Bildgalleri

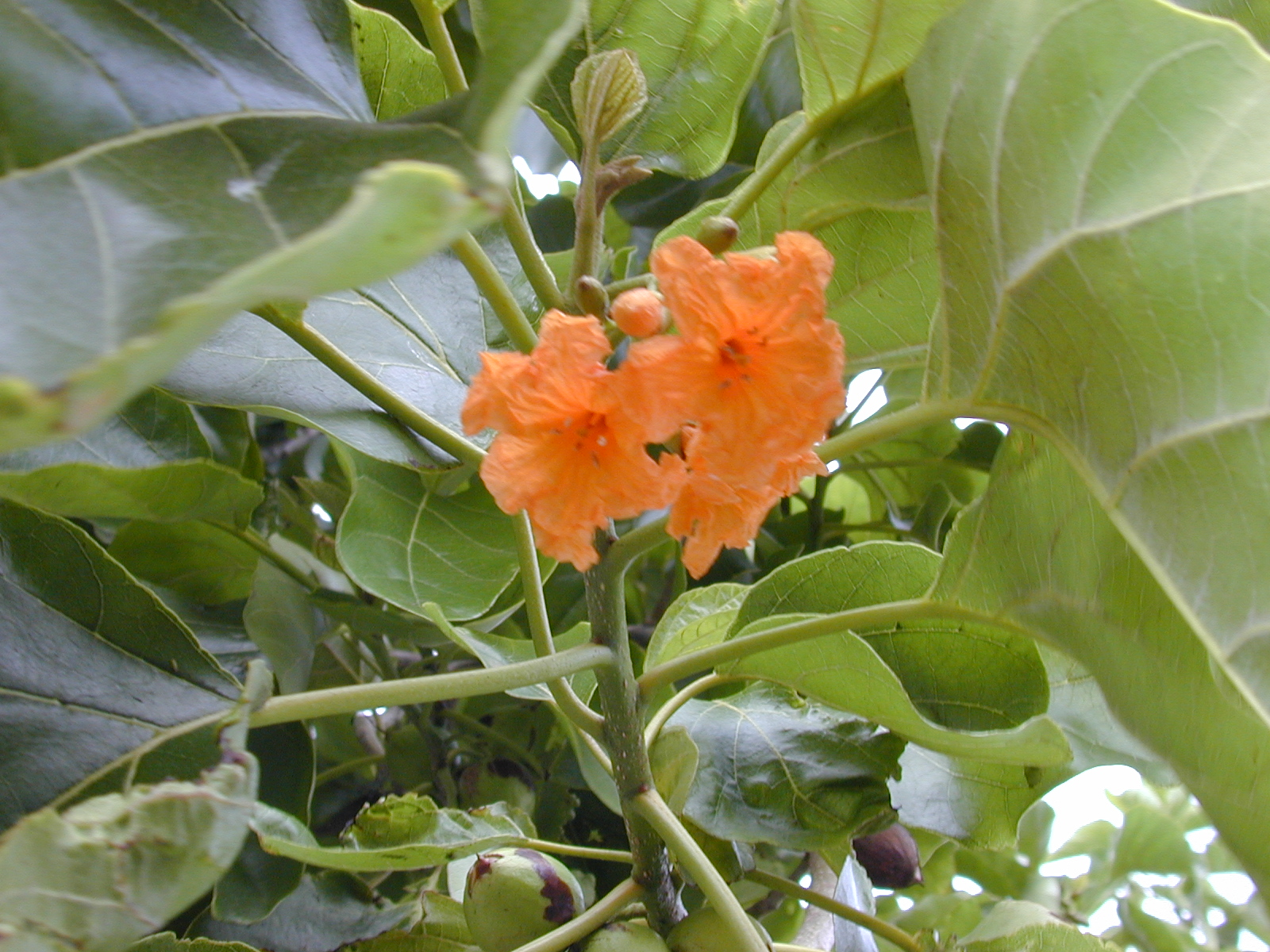
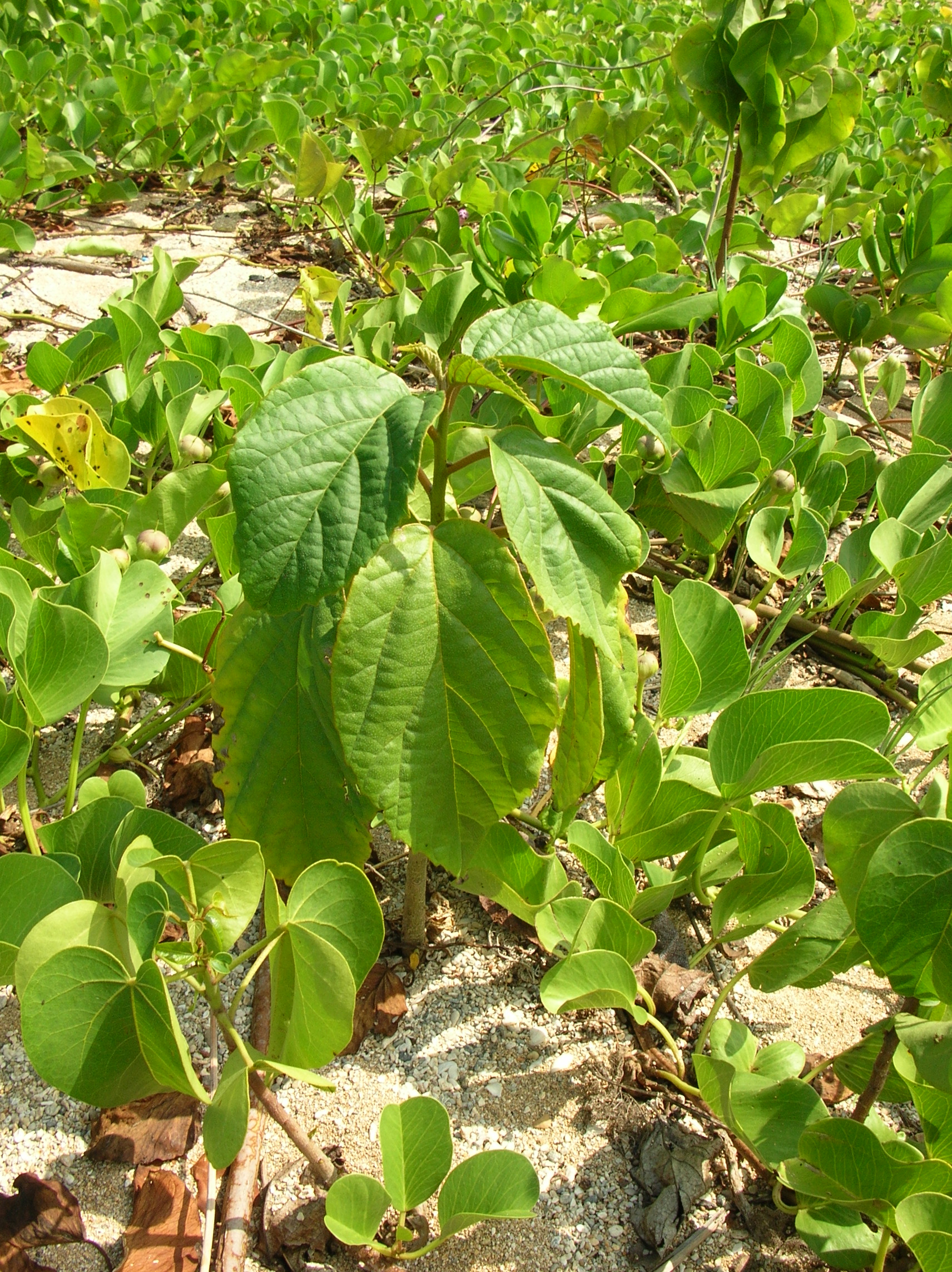
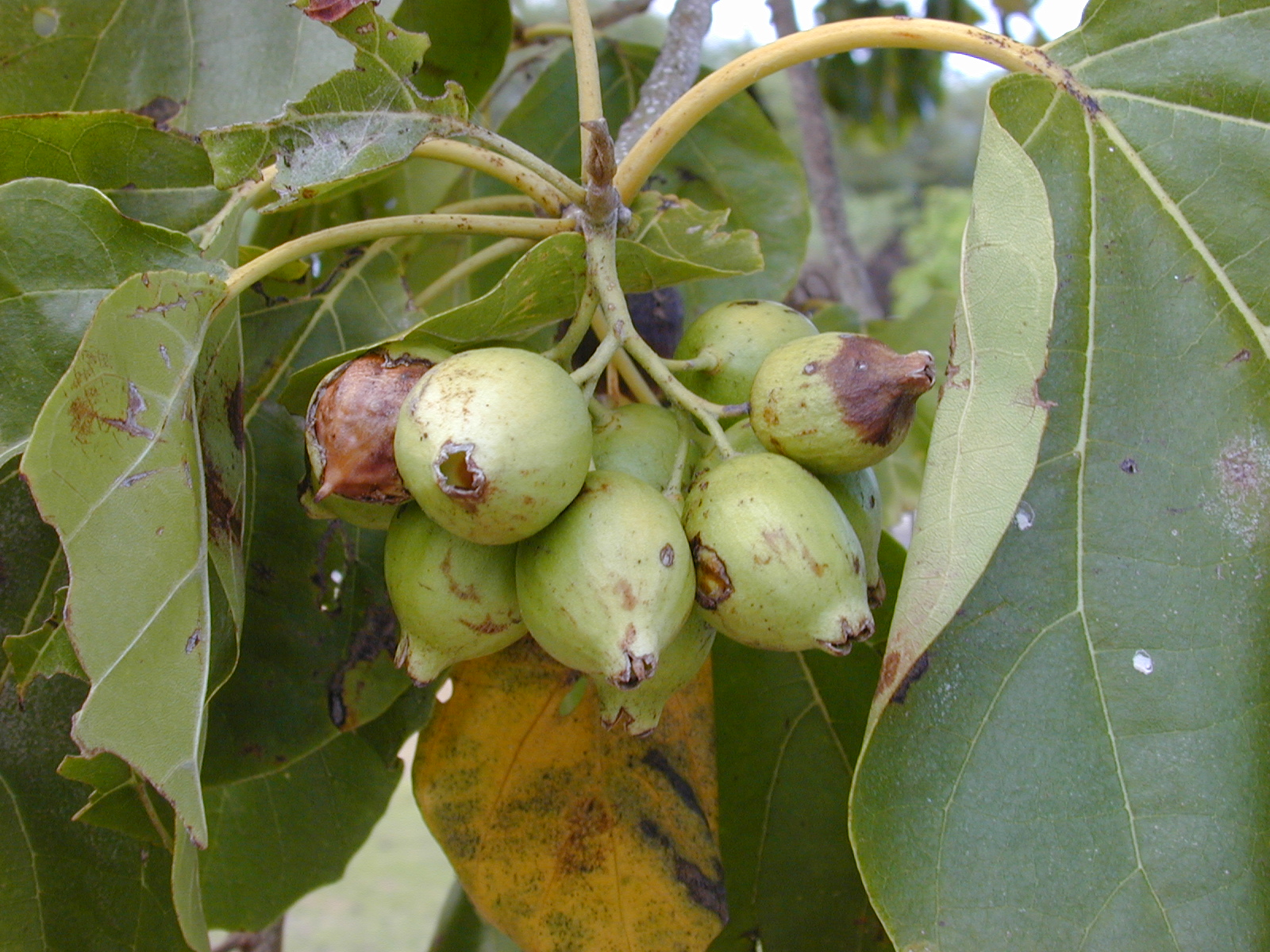
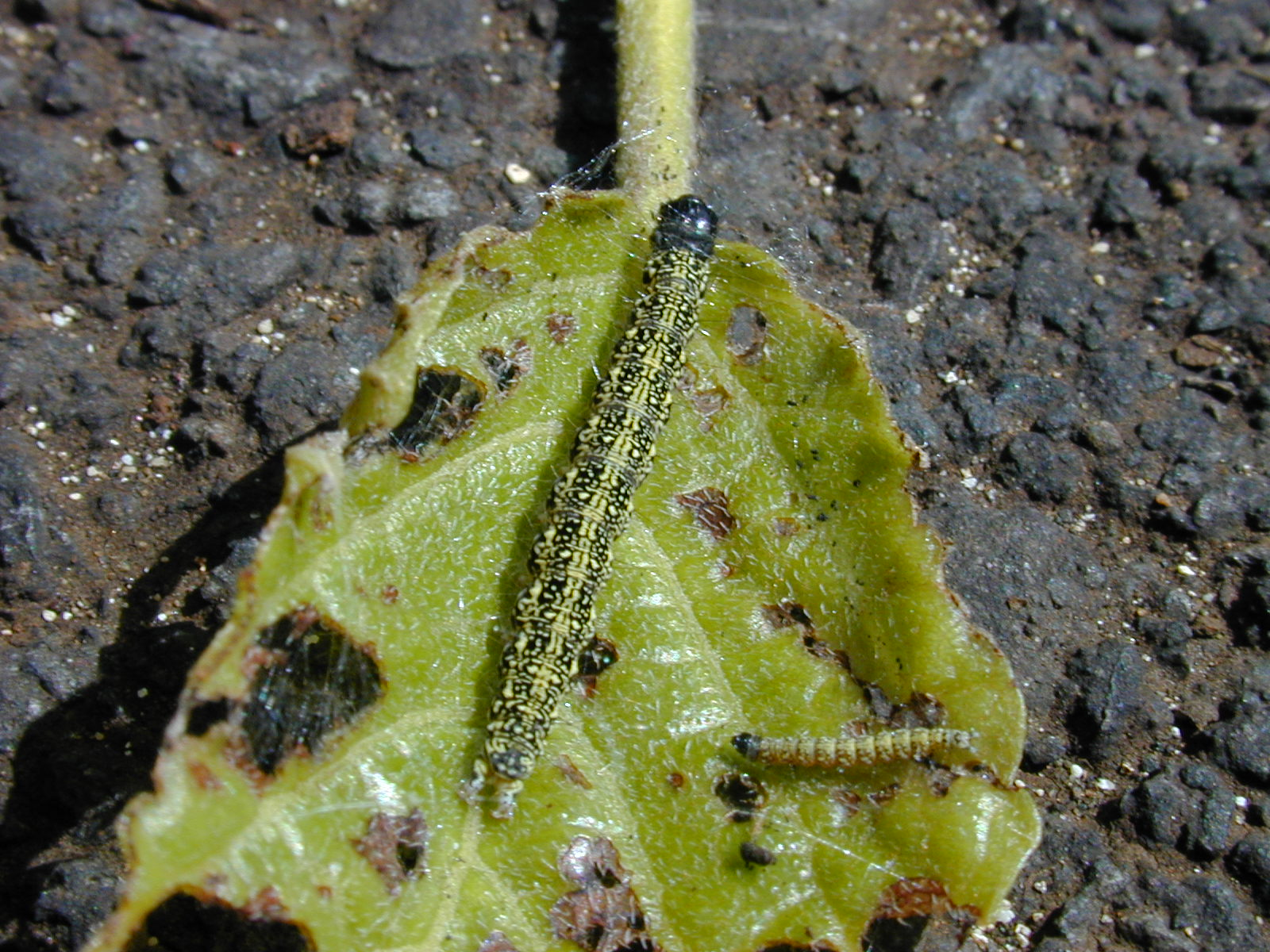
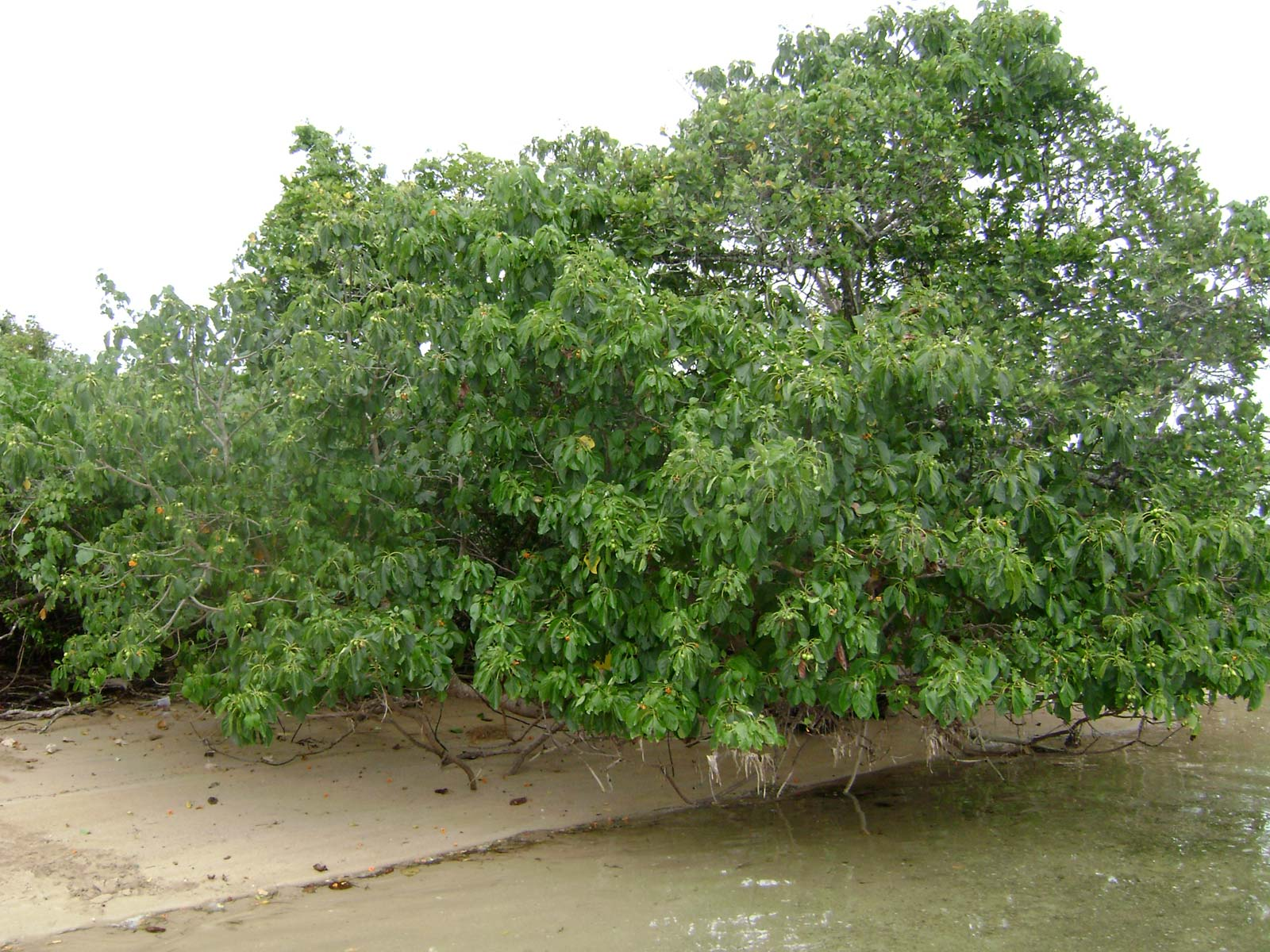
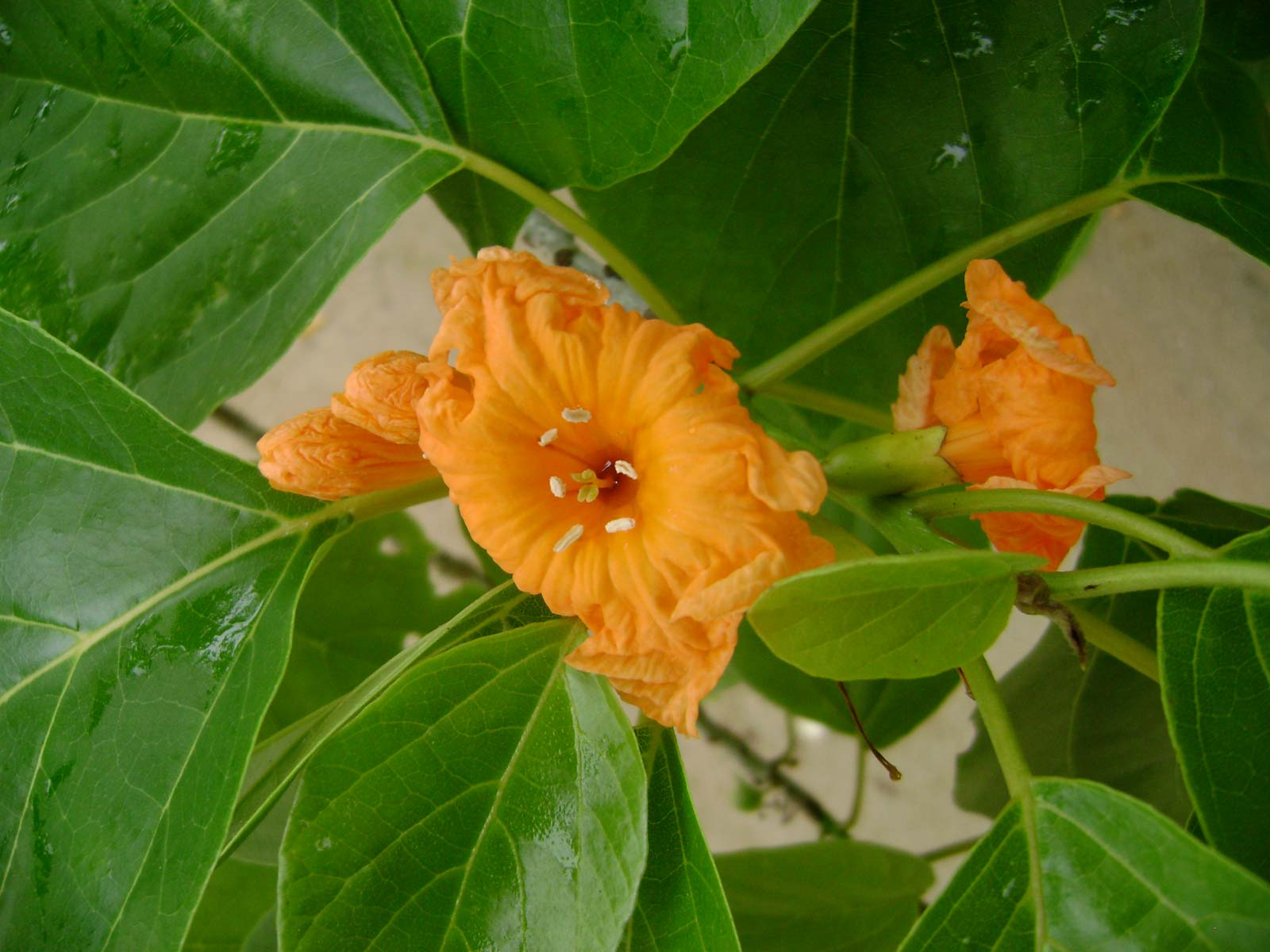